# Силвестър (певец)
Вижте пояснителната страница за други личности с името Силвестър.
Силвестър Джеймс (на английски език - Sylvester James, роден на 6 септември 1947 - починал на 16 декември 1988), по-известен като Силвестър, е американски диско певец.
Силвестър е познат като „Кралицата на Диското“, въпреки че този псевдоним е поставян също така на някои от най-известните дами в диско ерата (напр. Глория Гейнър, Дона Съмър). Притежава висок глас, контратенор, пее главно на фалцет.

## Биография
Силвестър Джеймс е роден в Лос Анджелис, Калифорния, на 6 септември 1947 година, в семейството Лета и Робърт Хърд. Много от фактите, които има за началото на живота си, са несигурни, но едно е сигурно, в детството си Силвестър е звезда на местния госпъл хорове. Към пеенето го насочва неговата баба Джулия Морган, която е известна джаз певица през 20-те и 30-те години на ХХ век. Талантът на Силвестър се проявява първо в църква в Южен Лос Анджелис, но скоро той започва да гостува на църкви из цяла Калифорния, като е наричан „Детето чудо на госпъла“.
Семейството на Силвестър се разпада, когато той е тийнейджър. След развода на родителите си, той заживява с майка си, а скоро и с нейния втори съпруг. Поради множество проблеми, водещи до сблъсък с майка си и пастрока си, бяга от дома, когато е на 16-годишна възраст. В продължение на няколко години живее по улиците на Лос Анджелис, но въпреки трудния живот успява да завърши гимназия и да се запише в Lamert Beauty College.
Мести се да живее в Сан Франциско през 1967 г., като според неговите думи: „Моят живот започна, когато се преместих в Сан Франциско“.

## Кариера
В Сан Франциско, Силвестър участва в музикални продукции, наречени Women of the Blues, а скоро след това постъпва в музикална група, съставена от травестити, наречена „Cockettes“, в началото на 70 те години, изпълнявайки в репертоара си песни на Беси Смит и др.
След като напуска „Cockettes“, Силвестър извършвани няколко различни пъти пее като самостоятелен изпълнител в Сан Франциско. Едно от неговите най-известни шоута, озаглавено „Джунглата на греха“, в което Силвестър изпълнява предимно големите хитове на „Cockettes“, е изнасяно в клуб „Bimbo“, и е продуциран от импресариото Дейвид Фъргюсън през 1972 година.
Същата година, Силвестър има участия в Сан Франциско с неизвестните тогава Pointer Sisters, които също така са продуцирани от Фъргюсън. Силвестър може да бъде видян в скандалния късометражен филм на един от участниците в групата „Cockettes“ – Триша, наречен „Сватба“.
През 1972 г., Силвестър участва в двете части на албум, наречен „Lights Out San Francisco“, продуциран от радиостанция KSAN и пуснат с лейбъла на „Blue Thumb“.
През 1973 г., Силвестър & The Hot Band, с участието на Боби Блъд (тромпет), Крис Мостърд (саксофон), Джеймс Р. Смит (китара), Травис Фулертън (барабани), и Кери Хетч (бас), записва албума за „Blue Thumb“.
През 1974 г., Силвестър среща Хорус Джак Толсен (клавишни инструменти), които заедно с барабаниста Амадео Бариос и Адриан Бариос (бас), образуват трио, което става група на Силвестър в нощен клуб в Сан Франциско, наречен „Кабаре – След залез слънце“.
Скоро след това Толсен е уволнен, а Амадео довежда музиканти – Арчи Уайт (клавишни), Ангел Рейес (китара), беквокалистите Бианка Тортън, Гери Кърби и Деби. Това ориентира Силвестър в нов музикален стил. Групата неофициално се нарича „The Four A's“, но малко по-късно се разпада, след като прави няколко неуспешни опита да сключи договор с някоя от звукозаписните компании.
Силвестър подписва сдоговор като соло изпълнител с Fantasy Records през 1977 г., където работи с откривателя на таланти за легендарната „Motown“ - Харви Фукуа, който продуцира негов албум през 1979 година. По-късно Силвестър твърди, че Фукуа го е измамил с милиони долари.
Скоро след като работи с Харви Фукуа, Силвестър започва да работи с Патрик Каули, който свири на синтезатор. Каули, невероятният звук на синтезатора, и гласовите качества на Силвестър се оказват магическа комбинация, и Силвестър започва да изпълнява песни във все по-денс-ориентиран стил, като още във втория си самостоятелен албум „Step II“ (1978), се появяват два диско хита, станали класика: „You Make Me Feel (Mighty Real)“ и „Dance (Disco Heat)“. Тези две песни стават топ хитове в американските денс класации, като остават на върха в продължение на шест седмици номер 1, през август и септември 1978 година. През 1979 година получава три награди на музикалното списание „Билборд“.
Силвестър преминава към друг лейбъл – „Megatone Records“, през 1982 г., като бързо приема новият диско стил Hi-NRG. Той е близък приятел с други изпълнители от Megatone, като Линда Империал и Джейни Трейси. Силвестър е много близък с Пати ЛаБел и Сара Даш, като за нея той записва беквокал, за денс хита "Lucky Tonight".
През 1985 г., една от мечтите му се сбъдват, и той е привлечен да пее в създаването на резервни копия на албума на звездата Арета Франклин, нейния албум „Who's Zoomin' Who?“.
Неговият единствен албум, записан за Уорнър Брос Рекърдс, е издаден през 1986 година, като пилотният сингъл от албума – "Someone Like You", стана втория №1 хит на Силвестър.

## Смърт
Силвестър умира на 16 декември 1988 година в Сан Франциско, вследствие на усложнения от болестта СПИН. Той е само на 41-годишна възраст. Добрата му приятелка Джейни Трейси се грижи за него през последните му дни.

## Зала на славата
На 20 септември 2004 година световният хит на Силвестър - "You Make Me Feel (Mighty Real)", е въведен в Залата на славата на танцувалната музика. Една година по-късно, на 19 септември 2005 г., Силвестър е увековечен в същата зала, за постиженията му като музикален изпълнител.

## Дискография

### Албуми
- 1973: Sylvester & the Hot Band (performed by Sylvester & the Hot band)
- 1973: Bazaar (performed by Sylvester & the Hot band)
- 1977: Sylvester
- 1978: Step II (U.S. top-200 #28, Italy top-50 #6)
- 1979: Stars (U.S. top-200 #63, Italy top-50 #15)
- 1979: Living Proof (double LP, recorded live) (U.S. top-200 #123)
- 1980: Sell My Soul (U.S. top-200 #147)
- 1981: Too Hot To Sleep (U.S. top-200 #156)
- 1982: All I Need (U.S. Dance #3; Italy top-50 #23; U.S. top-200 #168)
- 1983: Call Me
- 1984: M-1015
- 1985: 12 By 12
- 1986: Mutual Attraction (U.S. top-200 #164)
- 1989: Immortal

### Сингли
- 1973: "Southern Man" (performed by Sylvester & the Hot Band; Blue Thumb)
- 1973: "Down On Your Knees" (performed by Sylvester & the Hot Band; Blue Thumb3)
- 1977: "Down, Down, Down"
- 1977: "Over And Over"
- 1978: "Dance (Disco Heat)" (U.S. Dance #1; U.S. #19; UK #29)
- 1978: "You Make Me Feel (Mighty Real)" (U.S. Dance #1; UK #8; Italy #24; U.S. #36)
- 1979: "I (Who Have Nothing)" (U.S. #40, U.S. Dance #4, UK #46)
- 1979: "Stars" (UK #47)
- 1979: "Can't Stop Dancing" (U.S. Dance #2)
- 1980: "You Are My Friend"
- 1980: "I Need You" (U.S. Dance #6)
- 1980: "Sell My Soul" (U.S. Dance #6)
- 1981: "Here Is My Love"
- 1981: "Give It Up (Don't Make Me Wait)"
- 1981: "Magic Number" (performed by Herbie Hancock featuring Sylvester)
- 1982: "Do You Wanna Funk" (Patrick Cowley featuring Sylvester) (U.S. Dance #4; Norway #8; Switzerland #12; Netherlands #17; UK #32)
- 1982: "Don't Stop"
- 1982: "Tell Me"
- 1982: "Be With You"
- 1982: "All I Need"
- 1983: "Don't Stop" (UK #77)
- 1983: "Tell Me"
- 1983: "Hard Up"
- 1983: "Band of Gold" (U.S. Dance #18, UK #67)
- 1983: "Too Late" (U.S. Dance #16)
- 1983: "One Night Only"
- 1983: "Trouble In Paradise"
- 1984: "Stargazing" (performed by Earlene Bentley featuring Sylvester; UK release)
- 1984: "Good Feeling" (German release)
- 1984: "Call Me"
- 1984: "Menergy"
- 1984: "Rock The Box" (U.S. Dance #25)
- 1985: "Take Me To Heaven" (U.S. Dance #6)
- 1985: "Sex" (U.S. Dance #6)
- 1985: "Takin Love Into My Own hand" (Mexico release)
- 1985 "Lovin Is Really My Game"
- 1986: "Living for the City" (U.S. Dance #2)
- 1986: "Someone Like You" (U.S. Dance #1)
- 1987: "Mutual Attraction" (U.S. Dance #10)
- 1987: "Sooner Or Later"